# Línea 117 (Montevideo)

La línea 117 es una línea urbana de Montevideo que une la plaza Independencia o la Ciudad Vieja con Punta Carretas. La ida es Punta Carretas y la vuelta Ciudad Vieja.

## Características
Al igual que la línea 116, fue creada en los años treinta por la entonces Cooperativa de Ómnibus Línea B, la cual en 1937 se transformaría en la Compañía Uruguaya del Transporte Colectivo, y por ende, recibiría la denominación de 117.

## Recorridos
Circula por los barrios: Punta Carretas, Parque Rodó, Cordón, Centro y Ciudad Vieja.
| - Juan Lindolfo Cuestas - Buenos Aires - Liniers - San José - Ejido - Avenida 18 de Julio - Eduardo Acevedo - Avenida Gonzalo Ramírez - Avenida Julio Herrera y Reissig - Ing. García de Zúñiga - José María Montero - José Ellauri - Ramón Fernández - Bulevar Artigas - Terminal Punta Carretas | - Terminal Punta Carretas - Bulevar Artigas - Ramón Fernández - José Ellauri - Joaquín Núñez - Benito Nardone - Avenida Julio Herrera y Reissig - Avenida Gonzalo Ramírez - Juan D. Jackson - Avenida General Rivera - Avenida 18 de Julio - Plaza Independencia - Ciudadela - 25 de Mayo - Juncal - Cerrito - Juan Lindolfo Cuestas |